# Eugene Ansah
Eugene Ansah (Accra, 16 dicembre 1994) è un calciatore ghanese, attaccante dell'Ashdod.

## Palmarès

### Club

#### Competizioni nazionali
- Coppa del Belgio: 1

Lokeren: 2013-2014